# Valay
Valay – miejscowość i gmina we Francji, w regionie Burgundia-Franche-Comté, w departamencie Górna Saona.
Według danych na rok 1990 gminę zamieszkiwało 436 osób, a gęstość zaludnienia wynosiła 25 osób/km² (wśród 1786 gmin Franche-Comté Valay plasuje się na 354. miejscu pod względem liczby ludności, natomiast pod względem powierzchni na miejscu 145.).